# Byłyczek
Byłyczek (niem. Silberhof) – wieś borowiacka w Polsce położona w województwie kujawsko-pomorskim, w powiecie tucholskim, w gminie Śliwice na obszarze Borów Tucholskich, nad rzeką Prusiną.
W latach 1950–1975 miejscowość administracyjnie należała do tzw. dużego województwa bydgoskiego, a w latach 1975–1998 do tzw. małego województwa bydgoskiego. Według Narodowego Spisu Powszechnego (III 2011 r.) liczyła 136 mieszkańców. Jest dziesiątą co do wielkości miejscowością gminy Śliwice.
W pobliżu miejscowości zachowane pozostałości pieca smolarskiego, a także pomnik przyrody - wielka sosna, która stoi niedaleko Tyklywca, w kierunku Łobody.